# Хуан Юншэн
Хуа́н Юншэ́н (кит. упр. 黄永胜, пиньинь Huáng Yǒngshèng, 1910—1983) — китайский военный, участник гражданской, китайско-японской войны и корейской войн. Близкий сподвижник Линь Бяо. Генерал НОАК, c 1968 по 1971 — начальник Генерального штаба. В 1969—1973 — член Политбюро ЦК КПК. Обвинён в причастности к «заговору Линь Бяо», снят со всех постов и арестован. В 1981 приговорён к длительному сроку заключения. Скончался в тюрьме.

## Военная служба
Родился в крестьянской семье. При рождении получил имя Сюйцянь (叙钱). В 16-летнем возрасте вступил в отряд крестьянской самообороны, затем примкнул к Национально-революционную армии Гоминьдана. Участвовал в Северном походе войск Чан Кайши.
В 1927 году Хуан Сюйцянь присоединился к восстанию осеннего урожая, поднятому коммунистами под руководством Мао Цзэдуна. в декабре того же года вступил в Коммунистическую партию Китая. Мао Цзэдун дал ему имя Юншэн («Всегда побеждающий»).
В 1932 году Хуан Юншэн стал командиром 31-й дивизии 11-й армии, затем — 66-й дивизии 22-й армии вооружённых сил КПК. В годы войны с Японией командовал 685-м полком 343-й бригады 115-й дивизии 8-й армии НОАК.
Во время гражданской войны Хуан Юншэн участвовал в обороне «советского района» в Цзянси, Великом походе, Пинсингуаньском сражении, маньчжурском наступлении 1947. В 1948 году стал командующим 6-й колонны 4-й полевой армии; год спустя колонна была преобразована в 43-ю армейскую группу. Затем был заместителем командира 14-го и 13-го корпусов в составе 4-й полевой армии.

## В военном и партийном руководстве
После образования КНР в 1949 году Хуан Юншэн командовал 13-м и 15-м корпусами. В 1953 году принял участие в Корейской войне — командовал 19-м корпусом китайских добровольцев. В 1955 году получил звание генерал-полковника, был членом Государственного комитета обороны 1-го, 2-го и 3-го созывов. С 1955 по 1968 командовал Гуанчжоуским военным округом. В 1968 назначен начальником Генерального штаба НОАК, занимал этот пост до 1971 года. Являлся заместителем председателя Военного совета ЦК КПК.
Политически Хуан Юншэн был полностью лоялен Мао Цзэдуну. Он решительно поддержал Культурную революцию, в том числе репрессии в НОАК. Именно в этот период Хуан Юншэн стал начальником Генштаба, его предшественники Ло Жуйцин и Ян Чэнъу были отстранены и репрессированы. На IX съезде КПК он был введён в состав Политбюро ЦК.
В то же время Хуан Юншэн ориентировался на министра обороны маршала Линь Бяо. Это привело к конфликту с влиятельным премьером Госсовета Чжоу Эньлаем в 1970 году. Поддерживая позицию Линь Бяо, выступавшего за продолжение конфронтации c США при осторожном восстановлении отношений с СССР, Хуан Юншэн выступал против примирения и сближения КНР с США. Эта позиция была отвергнута Мао Цзэдуном, вскоре американский президент Ричард Никсон посетил с визитом Китай.

## Опала, осуждение, смерть
В 1971 году Хуан Юншэн был обвинён в причастности к «заговору Линь Бяо», снят со всех постов и арестован. Он находился в жёсткой изоляции, даже его семья не знала, где он и что с ним происходит. В ноябре 1980 года начался суд над членами «контрреволюционных группировок Линь Бяо и Цзян Цин». Хуан Юншэн являлся наиболее высокопоставленным из подсудимых военных. Первоначально он отрицал вину, но впоследствии признал выдвинутые обвинения. Был признан виновным в «создании контрреволюционной организации», «антиправительственном заговоре», «возведении ложных обвинений» и приговорён к 18 годам заключения.
Скончался в тюрьме Циндао в возрасте 72 лет.